# Farchant
Farchant – miejscowość i gmina w Niemczech, w kraju związkowym Bawaria, w rejencji Górna Bawaria, w regionie Oberland, w powiecie Garmisch-Partenkirchen. Leży około 5 km na północ od Garmisch-Partenkirchen, nad Loisach, przy drodze B2, B23 i linii kolejowej Monachium – Innsbruck.

## Demografia
| Rok  | Liczba mieszk. |
| ---- | -------------- |
| 1970 | 2 835          |
| 1987 | 3 220          |
| 2000 | 3 757          |
| 2005 | 3 717          |

### Struktura wiekowa
Dane o ludności z 31 grudnia 2008:
| Opis                                | Ogółem | Ogółem | Kobiety | Kobiety | Mężczyźni | Mężczyźni |
| ----------------------------------- | ------ | ------ | ------- | ------- | --------- | --------- |
| Jednostka                           | osób   | %      | osób    | %       | osób      | %         |
| Populacja                           | 3660   | 100    | 1891    | 51,67   | 1769      | 48,33     |
| Wiek przedprodukcyjny (0–17 lat)    | 680    | 18,58  | 320     | 8,74    | 360       | 9,84      |
| Wiek produkcyjny (18–65 lat)        | 2253   | 61,56  | 1155    | 31,56   | 1098      | 30        |
| Wiek poprodukcyjny (powyżej 65 lat) | 727    | 19,86  | 416     | 11,37   | 311       | 8,5       |

## Polityka
Wójtem gminy jest Martin Wohlketzetter z SPD, poprzednio urząd ten obejmował Michael Lidl, rada gminy składa się z 16 osób.
|      | CSU | SPD | FWG | Razem |
| 2008 | 6   | 3   | 7   | 16    |
| 2002 | 8   | 1   | 7   | 16    |